# Nguyễn Hữu Phần
Nguyễn Hữu Phần (10 tháng 1 năm 1948 – 22 tháng 5 năm 2024) là một đạo diễn điện ảnh và truyền hình người Việt Nam. Ông được biết đến qua các bộ phim điện ảnh Em còn nhớ hay em đã quên và những phim truyền hình về làng quê Việt Nam như Đất và người, Ma làng, Gió làng Kình, Làng ma - 10 năm sau. Nguyễn Hữu Phần được nhà nước Việt Nam phong tặng danh hiệu Nghệ sĩ Nhân dân năm 2015.

## Tiểu sử
Nguyễn Hữu Phần sinh ngày 10 tháng 1 năm 1948 tại Hà Nội, quê gốc ở Văn Giang, Hưng Yên, ông mồ côi cha khi mới 3 tuổi và là con út trong gia đình có 6 anh chị em. Con trai của ông là đạo diễn Nguyễn Hữu Trọng, được biết đến với vai trò đạo diễn cho phim Người thừa của dòng họ và 5S online. Ông qua đời vào ngày 22 tháng 5 năm 2024 tại Hà Nội, sau thời gian chống chọi với căn bệnh ung thư.

## Sự nghiệp
Nguyễn Hữu Phần tốt nghiệp Trường Đại học Sư phạm Hà Nội 1, ra trường làm giáo viên dạy văn cho đến một lần ông tới chơi với một người bạn thân đang công tác tại Xưởng phim truyện, ông bị hấp dẫn bởi công việc sản xuất phim. Nguyễn Hữu Phần quyết định bỏ nghề giáo viên và bắt đầu làm thư kí cho các đạo diễn Phạm Văn Khoa, Bắc Xuyến, Nguyễn Ngọc Chung, Trần Vũ. Bộ phim đầu tiên ông tham gia là Đất dừa của đạo diễn Huy Vân.
Năm 1979, ông cùng với Khải Hưng, Đỗ Minh Tuấn và Vũ Châu trở thành sinh viên khóa 1 của Trường Đại học Sân khấu - Điện ảnh. Năm 1980, ông làm phó đạo diễn của bộ phim điện ảnh Tội lỗi cuối cùng và được gặp Trịnh Công Sơn, lúc này đảm nhận viết nhạc cho bộ phim. Cuối thập niên 1980, ông là phó đạo diễn bộ phim Biệt động Sài Gòn. Sau này ông tìm lại Trịnh Công Sơn và ngỏ ý sản xuất phim dựa trên cuộc đời nhạc sĩ này. Năm 1990, ông nộp kịch bản nhưng bị Hãng Phim truyện Việt Nam từ chối sản xuất và bị cho là nội dung mơ hồ, kịch bản bị bỏ không mất hai năm. Trong cùng năm, ông đạo diễn bộ phim điện ảnh đầu tay là Chiếc bình tiền kiếp.
Năm 1992, với sự bảo trợ của Hội Điện ảnh Việt Nam, Nguyễn Hữu Phần cùng Lưu Trọng Ninh, Hoàng Nhuận Cầm và Phi Tiến Sơn thành lập Trung tâm Điện ảnh Trẻ; vì các đạo diễn trẻ thời bấy giờ có quá ít cơ hội trổ tài, nên họ quyết định làm phim độc lập. Cùng năm này, ông sản xuất bộ phim Em còn nhớ hay em đã quên và tự đưa phim đi quảng bá và thành công lớn, với 4 giải Bông sen bạc và giải dành cho Nam diễn viên chính, Âm nhạc và Biên kịch. Năm 1994, ông được đạo diễn Khải Hưng mời về công tác tại Hãng phim truyện Đài Truyền hình Việt Nam, bắt đầu với bộ phim Lẽ nào anh lại quên – bộ phim đầu tiên của chương trình Văn nghệ Chủ nhật. Năm 1996, bộ phim Mảnh đời của Huệ do ông đạo diễn được khán giả yêu thích, đây cũng là bộ phim dài tập đầu tiên của chương trình này.
Năm 2000, ông nhận lời mời của các nhà biên kịch Phạm Ngọc Tiến, Khuất Quang Thuỵ và đạo diễn Phạm Thanh Phong tham gia làm phim Đất và người, kịch bản được chuyển thể từ tiểu thuyết Mảnh đất lắm người nhiều ma của nhà văn Nguyễn Khắc Trường. Sau thành công của Đất và người, ông tập trung làm phim về đề tài nông thôn và rất thành công như Ma làng, Gió làng Kình, Làng ma – 10 năm sau,...
Sau khi nghỉ hưu, ông và đồng nghiệp thành lập Công ty Cổ phần và truyền thông Hà Nội, năm 2009, công ty sản xuất trò chơi truyền hình Hà Nội 36 phố phường của VTV, trong chuỗi chương trình kỷ niệm 1000 năm Thăng Long.
Ngoài làm đạo diễn ông còn là giảng viên dạy lớp đạo diễn Trường Đại học Sân khấu - Điện ảnh, thành viên Hội đồng duyệt phim quốc gia. Sau khi về hưu, đầu năm 2015, ông mở công ty truyền thông - nghệ thuật, thực hiện trò chơi truyền hình Hà Nội 36 phố phường.

## Tác phẩm

### Điện ảnh
- 1990 - Chiếc bình tiền kiếp
- 1992 - Em còn nhớ hay em đã quên
- 1995 - Giọt lệ Hạ Long - Đồng đạo diễn : Trần Vũ
- 1996 - Bản tình ca trong đêm
- ???? - Lời từ biệt tình yêu
- 2014  - Mộ gió

### Truyền hình
| Năm  | Phim                      | Ghi chú                                                    | Định dạng            | Vai trò                       | Kênh | Nguồn                                                                   |
| ---- | ------------------------- | ---------------------------------------------------------- | -------------------- | ----------------------------- | ---- | ----------------------------------------------------------------------- |
| 1993 | Tiếng gọi bên sông        | Chuyển thể: Tiếng gọi cuối mùa đông của Nguyễn Quang Thiều | Điện ảnh truyền hình | Đạo diễn                      | VTV  |                                                                         |
| 1994 | Lẽ nào anh lại quên       | Phim đầu tiên của Văn nghệ Chủ nhật                        | Điện ảnh truyền hình | Đạo diễn                      | VTV1 |                                                                         |
| 1995 | Mảnh đời của Huệ          |                                                            | Phim ngắn tập        | Biên kịch                     | VTV1 |                                                                         |
| 1996 | Ngọt ngào và man trá      | Đồng đạo diễn: Phi Tiến Sơn                                | Điện ảnh truyền hình | Đạo diễn                      | VTV3 |                                                                         |
| 1996 | Mùa đông không lạnh giá   |                                                            | Điện ảnh truyền hình | Đạo diễn                      | H1   |                                                                         |
| 1997 | Ông trẻ về ăn tết         |                                                            | Điện ảnh truyền hình | Đạo diễn                      | VTV3 |                                                                         |
| 1997 | Những ngã đường tình yêu  | Đồng đạo diễn: Hoàng Thanh Du                              | Điện ảnh truyền hình | Đạo diễn                      | VTV3 |                                                                         |
| 1997 | Bông cúc tím              |                                                            | Điện ảnh truyền hình | Đạo diễn                      | VTV3 |                                                                         |
| 1997 | Người năm ấy của mẹ       |                                                            | Điện ảnh truyền hình | Đạo diễn                      | VTV3 |                                                                         |
| 1998 | Người Hoa Lư              | Kiêm biên kịch                                             | Điện ảnh truyền hình | Đạo diễn                      | VTV3 |                                                                         |
| 1998 | Một lời nói thật          |                                                            | Điện ảnh truyền hình | Đạo diễn                      | VTV1 |                                                                         |
| 1998 | Người trên núi            | Kiêm biên kịch                                             | Điện ảnh truyền hình | Đạo diễn                      | VTV1 |                                                                         |
| 1998 | Lời hẹn ngày ra trận      |                                                            | Điện ảnh truyền hình | Đạo diễn                      | VTV3 |                                                                         |
| 1998 | Nhịp cầu hạnh phúc        | Đồng đạo diễn: Phạm Thanh Phong                            | Phim ngắn tập        | Đạo diễn                      | VTV1 |                                                                         |
| 1999 | Cảnh sát hình sự          | (1 trong 5 phần đầu, phần 3: Truy đuổi tội phạm)           | Phim dài tập         | Đồng đạo diễn                 | VTV3 |                                                                         |
| 2001 | Không giống ai            |                                                            | Điện ảnh truyền hình | Đạo diễn                      | VTV3 |                                                                         |
| 2001 | Đuốc sáng rừng đêm        |                                                            | Điện ảnh truyền hình | Đạo diễn                      | VTV1 |                                                                         |
| 2002 | Đất và người              | Đồng đạo diễn: Phạm Thanh Phong                            | Phim dài tập         | Đạo diễn                      | VTV1 |                                                                         |
| 2003 | Về quê ăn tết             |                                                            | Điện ảnh truyền hình | Đạo diễn                      | VTV3 |                                                                         |
| 2003 | Ảo vọng xe hơi            |                                                            | Điện ảnh truyền hình | Đạo diễn                      | VTV3 |                                                                         |
| 2003 | Người tử tế sa ngã        |                                                            | Điện ảnh truyền hình | Đạo diễn                      | VTV3 |                                                                         |
| 2003 | Đảo chắn sóng             |                                                            | Điện ảnh truyền hình | Đạo diễn                      | VTV3 |                                                                         |
| 2004 | Bên ngoài cuộc đời        | Đồng đạo diễn: Vũ Hồng Sơn                                 | Điện ảnh truyền hình | Đạo diễn                      | VTV3 | Chuyển thể từ truyện ngắn cùng tên của Thái Bá Tân                      |
| 2004 | Trăng lạnh                | Đồng biên kịch: Nguyễn Hữu Ứng                             | Điện ảnh truyền hình | Biên kịch                     | VTV3 |                                                                         |
| 2005 | Bí mật của những cuộc đời | Đồng đạo diễn: Vũ Hồng Sơn                                 | Phim dài tập         | Đạo diễn                      | VTV1 | Cảnh sát hình sự / Chuyển thể tiểu thuyết cùng tên của Nguyễn Như Phong |
| 2005 | Mười hai cửa bể           | Chuyển thể truyện ngắn cùng tên của Lý Biên Cương          | Điện ảnh truyền hình | Đạo diễn                      | VTV3 |                                                                         |
| 2005 | Minh nguyệt               | Chuyển thể truyện ngắn cùng tên của Học Phi                | Điện ảnh truyền hình | Đạo diễn                      | VTV3 |                                                                         |
| 2005 | Con đường gian khổ        |                                                            | Phim ngắn tập        | Đạo diễn                      | VTV3 |                                                                         |
| 2007 | Ma làng                   | Chuyển thể tiểu thuyết cùng tên của Trịnh Thanh Phong      | Phim dài tập         | Đồng đạo diễn, đồng biên kịch | VTV1 |                                                                         |
| 2007 | Những người bạn           |                                                            | Điện ảnh truyền hình | Đạo diễn / Biên kịch          | VTV3 |                                                                         |
| 2008 | Gió làng Kình             | Đồng đạo diễn: Bùi Thọ Thịnh                               | Phim dài tập         | Đạo diễn                      | VTV1 | Chuyển thể tiểu thuyết Những trận gió người của Phạm Ngọc Tiến          |
| 2011 | Nụ hôn đầu xuân           |                                                            | Phim ngắn tập        | Đồng đạo diễn, đồng biên kịch | VTV3 |                                                                         |
| 2013 | Làng ma 10 năm sau        | Phần sau của Ma làng                                       | Phim dài tập         | Đạo diễn, biên kịch           | VTV1 |                                                                         |
| 2013 | Đen trắng                 | (Phim cuối tuần)                                           | Điện ảnh truyền hình | Đạo diễn                      | VTV1 |                                                                         |

## Giải thưởng
| Năm  | Lễ trao giải                               | Hạng mục                | Tác phẩm                  | Kết quả           | Nguồn         |
| ---- | ------------------------------------------ | ----------------------- | ------------------------- | ----------------- | ------------- |
| 1992 | Liên hoan phim Việt Nam lần thứ 10         | Phim truyện điện ảnh    | Em còn nhớ hay em đã quên | Bông sen bạc      |               |
| 1992 | Liên hoan phim Việt Nam lần thứ 10         | Biên kịch xuất sắc      | Em còn nhớ hay em đã quên | Đoạt giải         |               |
| 1995 | Giải thưởng Hội Điện ảnh Việt Nam 1994     | Phim truyện nhựa        | Giọt lệ Hạ Long           | Giải B            | [ 14 ] [ 15 ] |
| 1996 | Giải thưởng Hội Điện ảnh Việt Nam 1995     | Phim truyện nhựa        | Bản tình ca trong đêm     | Giải B            | [ 16 ] [ 17 ] |
| 1996 | Giải thưởng Hội Điện ảnh Việt Nam 1995     | Phim truyện truyền hình | Ngọt ngào và man trá      | Giải khuyến khích | [ 18 ]        |
| 2002 | Giải Cánh diều 2002                        | Phim truyện truyền hình | Đất và người              | Bằng khen         | [ 19 ]        |
| 2007 | Giải Cánh diều 2007                        | Phim truyện truyền hình | Ma làng                   | Cánh diều bạc     | [ 20 ]        |
| 2007 | Giải Cánh diều 2007                        | Đạo diễn xuất sắc       | Ma làng                   | Đoạt giải         | [ 21 ]        |
| 2008 | Giải Cánh diều 2008                        | Phim truyện truyền hình | Gió làng Kình             | Cánh diều bạc     | [ 22 ]        |
| 2009 | Liên hoan Truyền hình toàn quốc lần thứ 28 | Phim truyền hình        | Gió làng Kình             | Giải vàng         | [ 23 ]        |